# Georg Thurmair

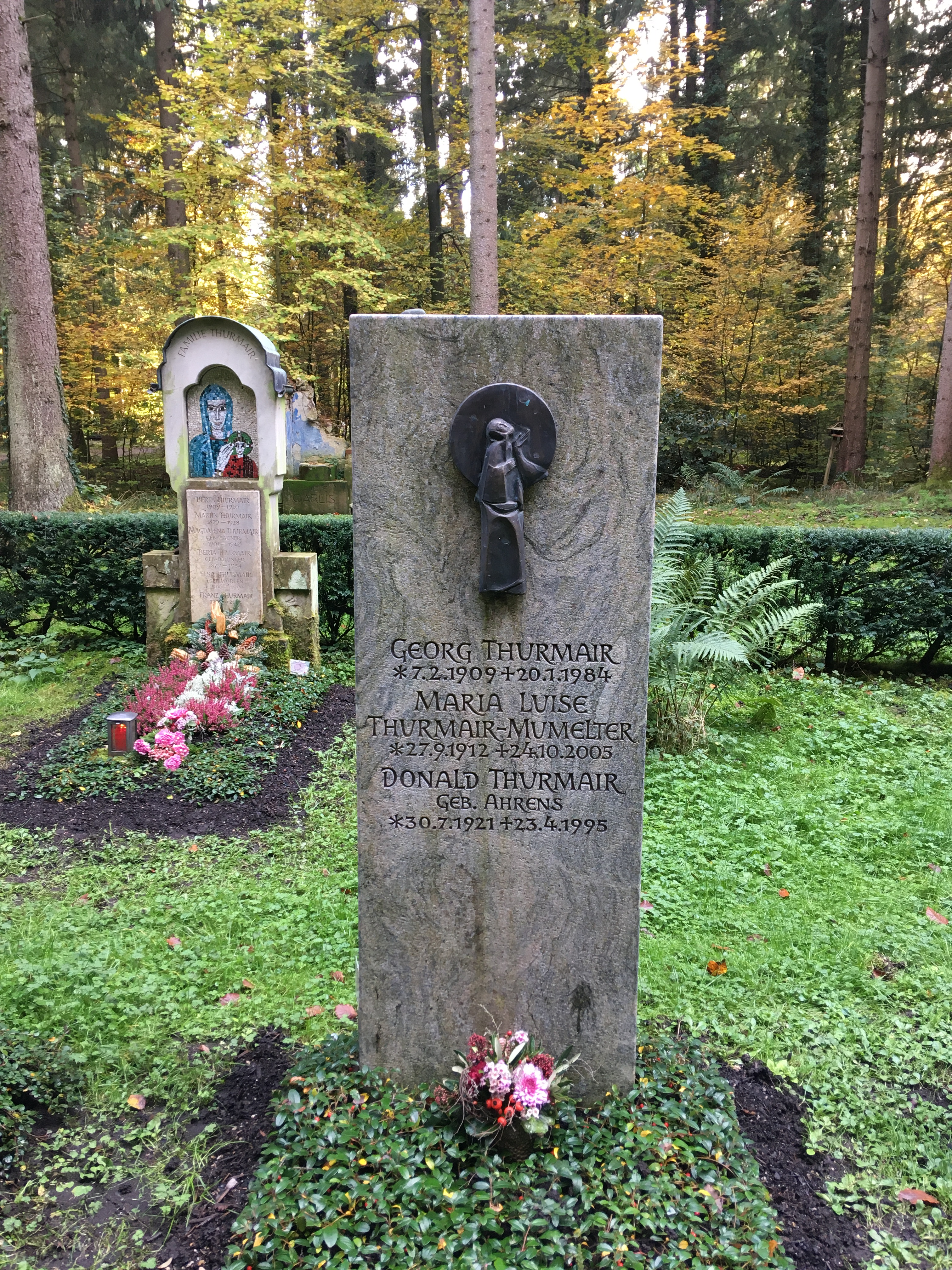
Familiengrab Thurmair auf dem Münchner Waldfriedhof, Alter Teil (Nr. 118-1-9)

Georg Thurmair (* 7. Februar 1909 in München; † 20. Januar 1984 ebenda) war ein deutscher Dichter von etwa 300 Kirchenliedern, Schriftsteller, Journalist und Dokumentarfilmer.

## Biografie
Georg Thurmair arbeitete nach einer kaufmännischen Ausbildung in München ab 1926 im Jugendhaus Düsseldorf als Sekretär und enger Weggefährte von Prälat Ludwig Wolker. Dieser war seit 1923 Bezirkspräses des katholischen Jugendvereins in der Stadt München, dem auch Thurmair angehörte; als Wolker 1926 zum Leiter des Katholischen Jungmännerverbandes Deutschlands mit Sitz in Düsseldorf gewählt wurde, gingen einige Münchener Mitarbeiter mit nach Düsseldorf, darunter Thurmair. Er besuchte in Düsseldorf das Abendgymnasium.

### 1930er- und 1940er-Jahre
1932 gestaltete Georg Thurmair auf dem Reichstreffen der Sturmschar mehrere Ausgaben der Wochenzeitschrift Junge Front, die sich gegen den aufkommenden Nationalsozialismus richtete; weil die Nationalsozialisten diesen Titel für sich beanspruchten, musste die Zeitschrift 1935 in Michael umbenannt werden, bis sie 1936 verboten wurde. Die im Verlag Jugendhaus Düsseldorf erschienenen Liederbücher des Katholischen Jungmännerverbandes und der Sturmschar, „Das graue Singeschiff“ und „Das gelbe Singeschiff“, wurde von ihm mitgestaltet.
Ab 1934 war Thurmair Mitglied der Schriftleitung der Jugendzeitschrift Die Wacht, in der 1935 erstmals das Altenberger Wallfahrtslied Nun, Brüder, sind wir frohgemut und das zunächst als „Reiselied“ überschriebene Wir sind nur Gast auf Erden veröffentlicht wurden. In der Wacht erschienen wiederholt gegen den Absolutheitsanspruch der Nationalsozialisten gerichtete Texte Thurmairs, so sein unter Pseudonym veröffentlichtes Gedicht Rollt eure Fahnen um den Schaft.
Nach seinem 1934 im Liederbuch Das graue Singeschiff veröffentlichten Bittruf an St. Jürg, in dessen Zeilen „Die Lüge ist gar frech und schreit und hat ein Maul so höllenweit, die Wahrheit zu verschlingen“ von den katholischen Jugendlichen der Propagandaminister Joseph Goebbels erkannt wurde, wurde Thurmair von der Gestapo verhört und geriet auf die Liste der verdächtigen Personen. In den folgenden Jahren schrieb er daher unter verschiedenen Pseudonymen (u. a. Thomas Klausner, Stefan Stahl, Richard Waldmann, Simpel Krone, Schikki).
1936 stellte Georg Thurmair mit Adolf Lohmann, der verschiedene seiner Gedichte vertonte, ein Schulgesangbuch für das Rheinland zusammen. Als Grundlage verwendeten beide unter anderem die Bände des Singeschiffs und den Spielmann. Da in dem Gesangbuch in auffälliger Weise katholische Bekenntnislieder dem nationalsozialistischen Liedgut gegenübergestellt wurde, wurde das Liederbuch verboten.
Gemeinsam mit Josef Diewald und Adolf Lohmann gab Georg Thurmair 1938 im Verlag Jugendhaus Düsseldorf das Liederbuch „Kirchenlied“ mit dem Untertitel „Eine Auslese geistlicher Lieder für die Jugend“ heraus, um ein einheitliches Liedgut der deutschen Katholiken zu befördern. Diese Sammlung von 140 alten und neuen Kirchenliedern aus verschiedenen Epochen – beginnend mit dem 16. Jahrhundert –, darunter auch zahlreiche evangelische Lieder, hatte für die Entwicklung des katholischen wie des ökumenischen Kirchengesangs in Deutschland große Bedeutung und wurde zur Keimzelle für das 1975 erschienene Einheitsgesangbuch „Gotteslob“, in welches 79 der im „Kirchenlied“ enthaltenen Lieder übernommen wurden. Von Georg Thurmair stammen 10 der im „Kirchenlied“ veröffentlichten Lieder. Unter anderem wegen des hohen Anteils evangelischer Lieder wurde das Liederbuch von den Nationalsozialisten nicht verboten.
Das Jugendhaus in Düsseldorf wurde am 6. Februar 1939 geschlossen. Thurmair zog als freier Schriftsteller zunächst nach Recklinghausen und 1940 nach München. Von 1940 bis 1945 war er zum Kriegsdienst eingezogen. Er arbeitete vor allem für den Christophorus-Verlag in Freiburg, eine Tochtergesellschaft des katholischen Herder-Verlags.
In den Texten Thurmairs fand sich – wie in der zeitgenössischen bündischen katholischen Jugend – eine „‚heroische‘, ‚männlich-kriegerische‘ Verhaltensorientierung, die viele Überschneidungen mit den ‚soldatischen Tugenden‘ des Nationalsozialismus hatte“. (Arno Klönne). Ein gewisses Widerstandspotential ist den Liedern nicht abzusprechen: „Das Anders-Sein, das Katholisch-Sein in einem totalitären Staat, in dem der einzelne nur etwas gelten darf, wenn er im Volksganzen aufgeht, ist ein Widerstehen“; in einem solchen Staat überhaupt eine kirchliche „Gegenwelt“ aufzurichten und sich dadurch dem totalitären Anspruch zu entziehen, trägt widerständische Züge. Kritiker wenden ein, dass die Texte auf den Zusammenhalt der christlichen Eigengruppe und eine „Innere Emigration“ gegenüber dem Regime zielten, ohne aktiven Widerstand zu leisten oder aktiv anderen Verfolgten im Lande zu Hilfe zu kommen.

### Nachkriegszeit
Nach der Rückkehr aus der Kriegsgefangenschaft lebte Georg Thurmair bis 1949 in Innsbruck, dann als Chefredakteur der Wochenzeitschrift Michael in Düsseldorf. Ab 1957 war er Bildungsreferent der Katholischen Aktion in Bayern, die später zum Landeskomitee der Katholiken in Bayern wurde, gründete und redigierte die Zeitschrift Lebendige Zelle – Weg und Ziel katholischer Laienarbeit, die heute unter dem Titel Gemeinde kreaktiv erscheint. und war von 1969 bis 1973 Chefredakteur der Münchener Katholischen Kirchenzeitung. Er dichtete etwa 300 Kirchenlieder, außerdem war er unter anderem mit Rudolf Reißner Mitautor der Dokumentarfilme Pro mundi vita über den Eucharistischen Weltkongress 1960 in München und Lux mundi über das Zweite Vatikanische Konzil (1962–1965).

### Privates
Seit 1941 war Georg Thurmair mit der Südtiroler Dichterin Maria Luise Thurmair (1912–2005) verheiratet. Das Paar hatte sechs Kinder und lebte seit 1956 in München. Er starb am 20. Januar 1984 und ist auf dem Münchener Waldfriedhof bestattet.

## Ehrungen
- 1960:  Ritter des Silvesterordens[11]

## Werke (Auszug)
- Das helle Segel (1935)
- Die ersten Gedichte an die Freunde (1938)[12]
- Pfad der Wenigen (1949)
- Hausbuch zur Advents- und Weihnachtszeit (1959)
- Weg und Werk: Die Katholische Kirche in Deutschland (1960)
- Brüder überm Sternenzelt (um 1970)
- Gesicht der Hoffnung  (1988)

### Lieder im„Gotteslob“ 1975
- Gesamtausgabe:[13]
  - 167 O höre, Herr, erhöre mich (1963)
  - 169 O Herr, aus tiefer Klage (1935)
  - 208 O Licht der wunderbaren Nacht (1963)
  - 260 Singet Lob unserm Gott (1940/1971)
  - 262 Nun singt ein neues Lied dem Herren (1965/1971, nach Psalm 98)
  - 472, 2 O Jesu, all mein Glaube bist du (1938)
  - 517 Herr Jesus, öffne unsern Mund (1963)
  - 540 Sei gelobt, Herr Jesus Christ (1943)
  - 556 Völker aller Land (1964/1971, nach Psalm 47)
  - 565 Komm, Herr Jesus, komm zur Erde (1939)(zur Melodie Thaxted in Die Planeten, Satz Jupiter 1914–1916 von Gustav Holst)
  - 590–592 Maria sei gegrüßt (Rosenkranz-Strophen, 1940/1970)
  - 615, 2 u. 3 Alles meinem Gott zu Ehren (1963)
  - 637 Laßt uns loben, Brüder, loben (1948)
  - 638 Nun singe Lob, du Christenheit (1964)
  - 656 Wir sind nur Gast auf Erden (1935)
  - 660 Nun lässest du, o Herr (1966)
- Diözesananhänge:
  - Nun, Brüder, sind wir frohgemut (1935)[14]
  - Wir bitten dich, Herr Jesu Christ[15]
  - Der Satan löscht die Lichter aus[16]
  - Mein Gott, wie schön ist deine Welt[17]
  - O göttliches Geheimnis groß (1974)[18]
  - Passau: Die im Diözesanteil von 2013 unter den Nummern 787 – 793 und Nummer 805 aufgeführten Lieder sind in der Ausgabe von 1975 unter den Nummern 840 – 847 enthalten.

### Lieder imEvangelischen Gesangbuch
- Gesamtausgabe:
  - 265 Nun singe Lob, du Christenheit (1964/1967)
- Regionalausgaben:
  - 555 Loben wollen wir und ehren (1939)[19]
  - 695 Nun lässest du, o Herr (1966, nach Lk 2,29–32 EU)[20]

### Lieder im Gesangbuch „Feiern und Loben“
- Wir sind nur Gast auf Erden (450)

### Lieder im „Gotteslob“ (2013)
- Gesamtausgabe:
  - 271 O Herr, aus tiefer Klage (1963)
  - 281 Also sprach beim Abendmahle (1963)
  - 334 O Licht der wunderbaren Nacht (1963)
  - 455, 2–4 Alles meinem Gott zu Ehren (1963)
  - 487 Nun singe Lob, du Christenheit (1964)
  - 489 Laßt uns loben, freudig loben (1948)
  - 500 Nun lässest du, o Herr (1966)
  - 505 Wir sind nur Gast auf Erden (1935)
  - 551 Nun singt ein neues Lied dem Herren (1965/1971, nach Psalm 98)
- Diözesananhänge:
  - O göttliches Geheimnis groß[21]
- Passau:
  - 787 Ruft mich an, so spricht der Herr (1. Fastensonntag)[22]
  - 788 Denk an deine Güte, Herr (2. Fastensonntag)
  - 789 Meine Augen, schauet auf (3. Fastensonntag)
  - 790 Freue dich, du Gottesstadt (4. Fastensonntag)
  - 791 Schau an, o Herr, in Gnaden das Volk, das zu dir fleht
  - 792 In Not und Tod gefangen, wir rufen, Herr, zu dir
  - 793 Dein Reich, o Herr, wird kommen, wenn diese Welt vergeht
  - 805 Wir rühmen uns im Kreuze
  - 834 Singet Lob unserm Gott (1940)
  - 858 Mein Gott, wie schön ist deine Welt (1936)
  - 883 Sei gegrüßt, du Gnadenreiche[23] (1939)
  - 886 Nun sind wir alle frohgemut[24] (1935)

## Dokumentarfilme
- Pro Mundi Vita (1961)
- Lux mundi (Licht der Welt) (1968)